# 女子航空勤务飞行队
女子航空勤务飞行队（women airforce service pilots，WASP）是美國陸軍航空隊下屬部隊。
1941年12月7日的珍珠港事件，引发了美国对軍事航空的强烈需求，此後大量製造了軍用飛機、但因当时的航空隊被派遣到海外参战，生产出的飞机没有办法被运送到军事基地。在这一问题的驱使下，女子辅助转场中队（WAFS）于1942年9月10日成立。
1943年8月，原有的WAFS与另外一支WFTD女子飞行训练特遣队合并，稱為女子航空勤务飞行队。女航隊的飞行员主要任务是驾驶各类飞机在美国各个军事基地进行转运。
WASP成立之时，有超过25,000名妇女提交了报名申请，但只有1,830名被录取、并最终只有1,074名完成了训练考核。
虽然这份工作也充满了危险，但相比于远赴歐洲或太平洋参战，相对来说危险还是小一些。所以很多不愿参战的男性飞行员开始参与到这项工作中。也正因此，国内“缺少飞行员”的问题解决了，因而1944年12月20日美国国会取消了該部队，妇女飞行团宣告解散。